# Neptunov vodnjak, Polhov Gradec
Neptunov vodnjak je vodnjak v neposredni bližini Polhograjske graščine v občini Dobrova-Polhov Gradec. Postavljen je bil v zadnji četrtini 17. stoletja po naročilu Marka Antona I. Kunstla. Gre za renesančni vodnjak, ki zaradi svoje oblike predstavlja na našem ozemlju unikaten spomenik. Leta 1999 je bil skupaj z graščino in grajskim parkom razglašen za spomenik državnega pomena.

### Opis
Vodnjak ima kvadratno tlorisno zasnovo. Korito je poglobljeno v zemljo, na zgornjem robu pa ga obdaja dober meter visok kamniti obod, ki ga na vsaki stranici štirje pilastri razdelijo na tri enako velika polja. Osrednje polje na vzhodni strani nosi na zunanji strani vklesan grb, na notranji pa vklesano letnico 1696. Iz ojačenih vogalnih pilastrov se dvigajo štirje trebušasti stebri z bogato rastlinsko ornamentiko. Na vrhu njihovih kapitelov stojijo štiri s tančico ovite nimfe v razgibanih kompozicijah, ki se nagibajo proti osrednjemu delu vodnjaka. Tega zaznamuje steber z rastlinskim okrasjem in skulpturo Neptuna na vrhu kapitela. Ornamentalno stilizirano rastlinje se preplete v dve groteskni človeški maski. V njih sta odprtini z bronastima ustnikoma, ki se zaključita z zmajevo glavico. Obe cevi podpirata umetno kovana nosilca s spiralastim okrasjem. Bradata figura Neptuna stoji v kontrapostu in je delno zakriti z draperijo. Z desnico si pridržuje trizob, okrog nog pa se mu ovija riba.
- Neptun s sprednje strani, v ozadju nimfi.
- Nimfa, spredaj desno.
- Nimfa, spredaj desno.
- Nimfa, zadaj desno.
- Nimfa, zadaj levo.

### Avtorstvo
Avtor vodnjaka ni znan. Glede na izražene severnoitalijanske vzore sklepamo, da je prihajal iz Italije. Tudi primerjalnega gradiva je znanega malo, se je pa avtor na simbolni ravni zgledoval po Berninijevem Vodnjaku štirih rek (italijansko Fontana dei Quattro Fiumi). Zaradi slogovnih sorodnosti z zlatimi oltarji uvrščamo avtorja vodnjaka med mojstre sakralne plastike.

### Naročnik
Marko Anton Kunstel Baumgarten pl. Billichgrätz je vodnjak naročil v okviru obnove grajskega parka in graščine, ki ju je kupil leta 1658. 1684 je Marka Antona I. cesar Leopold I. imenoval za dednega barona. Kot tak je opustil svoj stari priimek in prevzel grb izumrle veje polhograjskih gospodov, ki se pojavi tudi na plošči vodnjaka.

### Čas nastanka
Obstajajo tri možnosti datacije spomenika: pred letom 1678, ko se vodnjak pojavi na Valvasorjevi veduti, med letoma 1678 in 1688, če bi bile Valvasorjeve skice narejene že po končni postavitvi, in leto 1696, ki je vklesano na ploščo.

### Vsebina
Ikonografija vodnjaka je tesno povezana z morskimi božanstvi. V središču je Neptun, ki ga prepoznamo po trizobu. Riba ob njegovih nogah bi lahko prikazovala delfina, ki je prav tako atribut boga morja. Poleg njega se z morjem povezujeta maski na osrednjem stebru, ki predstavljata obraz Neptunovega sina Tritona. Morsko bitje ob Neptunovih nogah lahko razumemo kot personifikacijo Nereja, nimfe pa kot morske nimfe oz. Nereide.

### Konservatorski in restavratorski posegi
Prvi znani poseg se je zgodil pod okriljem Centralne komisije z Dunaja, in sicer med letoma 1908 in 1913. Stanje vodnjaka je bilo po drugi svetovni vojni slabo. Obodne plošče so bile razmaknjene, vogalni stebri so se nagibali, nekatere nimfe so izgubile cementne plombe, ena od njih pa se je razbila. Zato je med julijem in novembrom 1952 prišlo do novega posega. Arhitekturni deli vodnjaka so bili obnovljeni, kipi pa restavrirani oz. v primeru razbite nimfe zamenjani s kopijo. Leta 1987 je bil vodnjak ponovno restavriran in delno rekonstruiran. V obdobju 2000–2008 so posegi potekali na vseh delih vodnjaka. Na novo so bile narejene plošče oboda, izdelane so bile nove kopije skulptur. Uradno poročilo o teh posegih ni bilo objavljeno.
Največji krivec za nenehne poškodbe na vodnjaku je prometna cesta tik ob spomeniku. Težavo predstavljajo tresljaji na vozišču, ki povzročajo razpoke v kamnu, in pa posipanje cestišča s soljo, ki kamen še dodatno poškoduje.